# Les Roques (Begur)
Les Roques és una obra del municipi de Begur (Baix Empordà) inclosa en l'Inventari del Patrimoni Arquitectònic de Catalunya.

## Descripció
Casa-torre de planta rectangular, de planta baixa pis, i amb la torre adossada a la part dreta de la façana a mar. Aquesta torre és quadrada i molt massissa. Té un seguit d'arcs a la planta que sobresurten a les quatre cares de la torre. Els pilars de separació dels arcs són de rajol disposats de forma salomònica. La façana a mar té en planta una gran obertura d'arc carpanell, igual que la torre. A porta de dintell planer, situada simètricament respecte a dos obertures que la flanquegen. Aquestes obertures coincideixen en planta pis. Les façanes laterals són molt compactes i les poques obertures coincideixen en plantes.
Els teulats són a quatre aigües i els careners de teula vitrificada verda. La coberta descansa sobre una cornisa de mènsules amb ceràmica vitrificades de colors. Cal destacar la xemeneia modernista, també de ceràmica.